# Chief Financial Officer
Die Funktionsbezeichnung Chief Financial Officer (CFO) aus dem angelsächsischen Raum entspricht allgemein im deutschsprachigen Raum dem Vorstandsmitglied für Finanzen (umgangssprachlich, doch fachlich nicht korrekt Finanzvorstand), dem Finanzchef oder dem Kaufmännischen Direktor sowie in Deutschland spezifisch etwa dem Kaufmännischen Geschäftsführer einer GmbH (§ 35 GmbHG) oder dem für das Finanzressort zuständige Vorstandsmitglied bei Aktiengesellschaften (§ 76 Abs. 1 AktG).
Im Zuge der Internationalisierung wird die Bezeichnung CFO teilweise auch in deutschsprachigen und anderen Ländern benutzt, wobei sie hier keine rechtliche Bedeutung hat, sondern nur eine Zusatzbezeichnung ist.

## CFOs in der öffentlichen Verwaltung der USA
In den USA ist der CFO durch den CFO Act von 1990 auch für Regierungseinrichtungen eingeführt worden. In Deutschland nimmt in Behörden der Beauftragte für den Haushalt diese Funktion wahr.